# Instituto Tecnológico Superior de San Luis Potosí, Capital
El Instituto Tecnológico Superior de San Luis Potosí, Capital (ITSSLPC) popularmente conocido como Tec Superior es una institución pública descentralizada de educación superior ubicada en la ciudad de San Luis Potosí. Es dependiente de la Secretaría de Educación del Gobierno del Estado y de la Dirección General de Educación Superior Tecnológica.

## Oferta Educativa
El Instituto Tecnológico Superior de San Luis Potosí Capital ofrece carreras a nivel licenciatura en diferentes modalidades: 
Modalidad Escolarizada:
- Ingeniería Industrial [1]
- Ingeniería Mecatrónica [2]
- Ingeniería en Administración [3]
- Ingeniería en Sistemas Computacionales [4]

Modalidad Mixta:
- Ingeniería Industrial [5]
- Ingeniería en Administración [6]

Modalidad a Distancia:
- Ingeniería en Logística [7]

Posgrado
- Maestría en Ingeniería Industrial [8]

## Misión
Su misión es impartir educación superior Tecnológica que apoyada, en los más altos niveles de calidad, formen profesionistas capaces y comprometidos con el desarrollo e impulso de nuestro Estado en un marco de igualdad de oportunidades que fortalezca a nuestro país.

## Historia
Fue fundado el 5 de julio del 2003. En el año 2006 se cambió a sus instalaciones actuales compuestas de dos edificios modernos y equipados con lo último en tecnología. Su primer director general fue el Ing. Arnoldo Solís Covarrubias, siendo sustituido en el 2009 por el Ing. Rafael Cardoso Chávez.